# Galactosomum humbargari
Galactosomum humbargari är en plattmaskart. Galactosomum humbargari ingår i släktet Galactosomum och familjen Heterophyidae. Inga underarter finns listade i Catalogue of Life.